# Gmina Sulików
Gmina Sulików je polská vesnická gmina v okrese Zgorzelec v Dolnoslezském vojvodství. Sídlem gminy je obec Sulików. V roce 2020 zde žilo 6 030 obyvatel.
Gmina má rozlohu 94,5 km², zabírá 11,3 % rozlohy okresu. Skládá se z 14 starostenství.

## Části gminy
Starostenství
Bierna, Mała Wieś Dolna, Mała Wieś Górna, Miedziana, Mikułowa, Radzimów, Skrzydlice, Stary Zawidów, Studniska Dolne, Studniska Górne, Sulików, Wilka, Wrociszów Dolny, Wrociszów Górny
Integrální části gminy
Jabłoniec, Ksawerów, Łowin, Nowoszyce, Podgórze, Radzimów Dolny, Radzimów Górny, Wielichów, Wilka-Bory